# Epirhyssa maai
Epirhyssa maai là một loài tò vò trong họ Ichneumonidae.